# Açude Castanhão
O Açude Castanhão (oficialmente Açude Público Padre Cícero) é uma represa brasileira construída no leito do rio Jaguaribe, no estado do Ceará. Está localizado em Jaguaribara, embora atinja outros municípios dadas as suas grandes dimensões. O Castanhão é atualmente o maior reservatório de água doce do Ceará.

## Construção

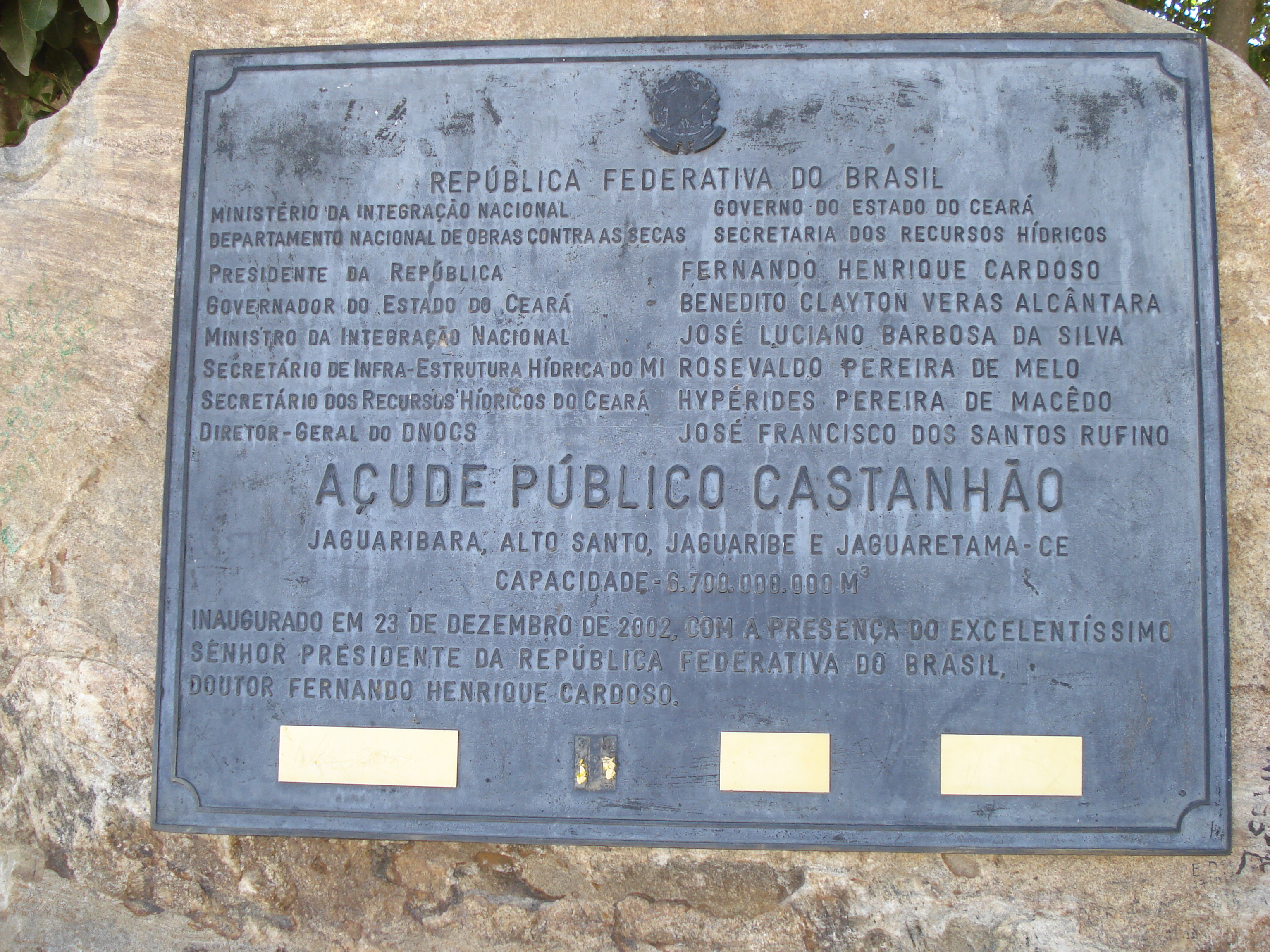
Placa inaugural do Açude Castanhão

As obras foram iniciadas em 1995, durante o governo de Tasso Jereissati, e concluída em 23 de dezembro de 2002, durante o mandato do governador Beni Veras, numa parceria entre a Secretaria de Recursos Hídricos do Ceará e o Departamento Nacional de Obras Contra as Secas (DNOCS). 
Os projetos iniciais remontam ao século XIX, quando surgiram os primeiros estudos para edificação de uma obra que garantisse reserva de água para enfrentar a irregularidade das chuvas no semiárido Nordestino. Destaque especial merece o engenheiro da Universidade de Stanford, "Sir" Roderic Crandall, que identificou na área conhecida como "Boqueirão do Cunha", onde atualmente está este açude, uma série de marcadores geológicos que indicavam aquela ser a melhor região para a construção da barragem.
A denominação "Boqueirão do Cunha" remete ao fato de que a família Cunha era dona das terras da fazenda Castanhão (que deu nome ao açude, por cobrir suas terras quase por inteiro) e o povoado conhecido como "Boqueirão do Cunha" onde o açude se encontra atualmente. Durante a construção do açude foi necessário remover a antiga sede do município de Jaguaribara, que ficou sob as águas. Em substituição à cidade submersa, foi construída a cidade de Nova Jaguaribara.

## Características

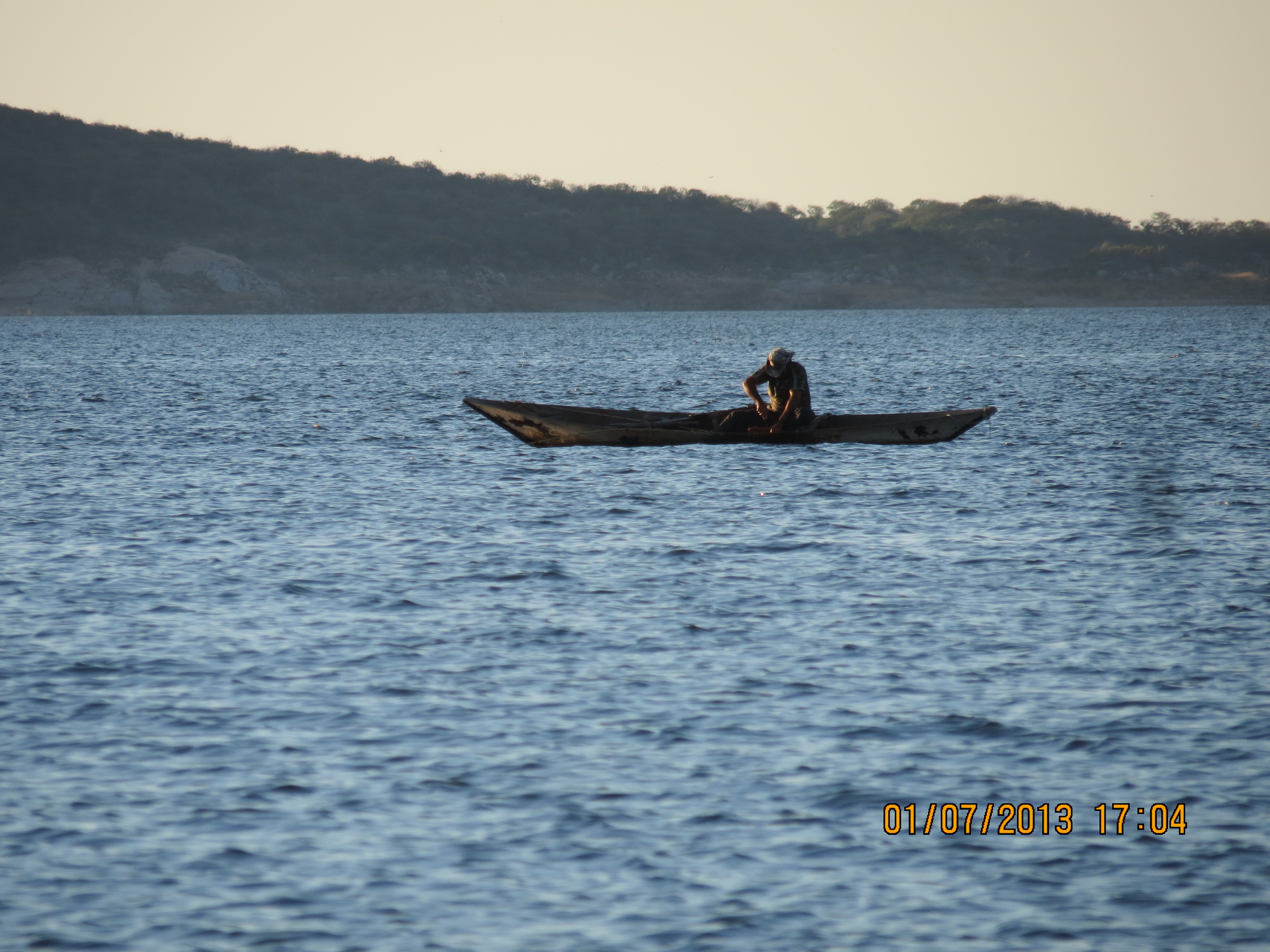
Pesca artesanal no açude Castanhão

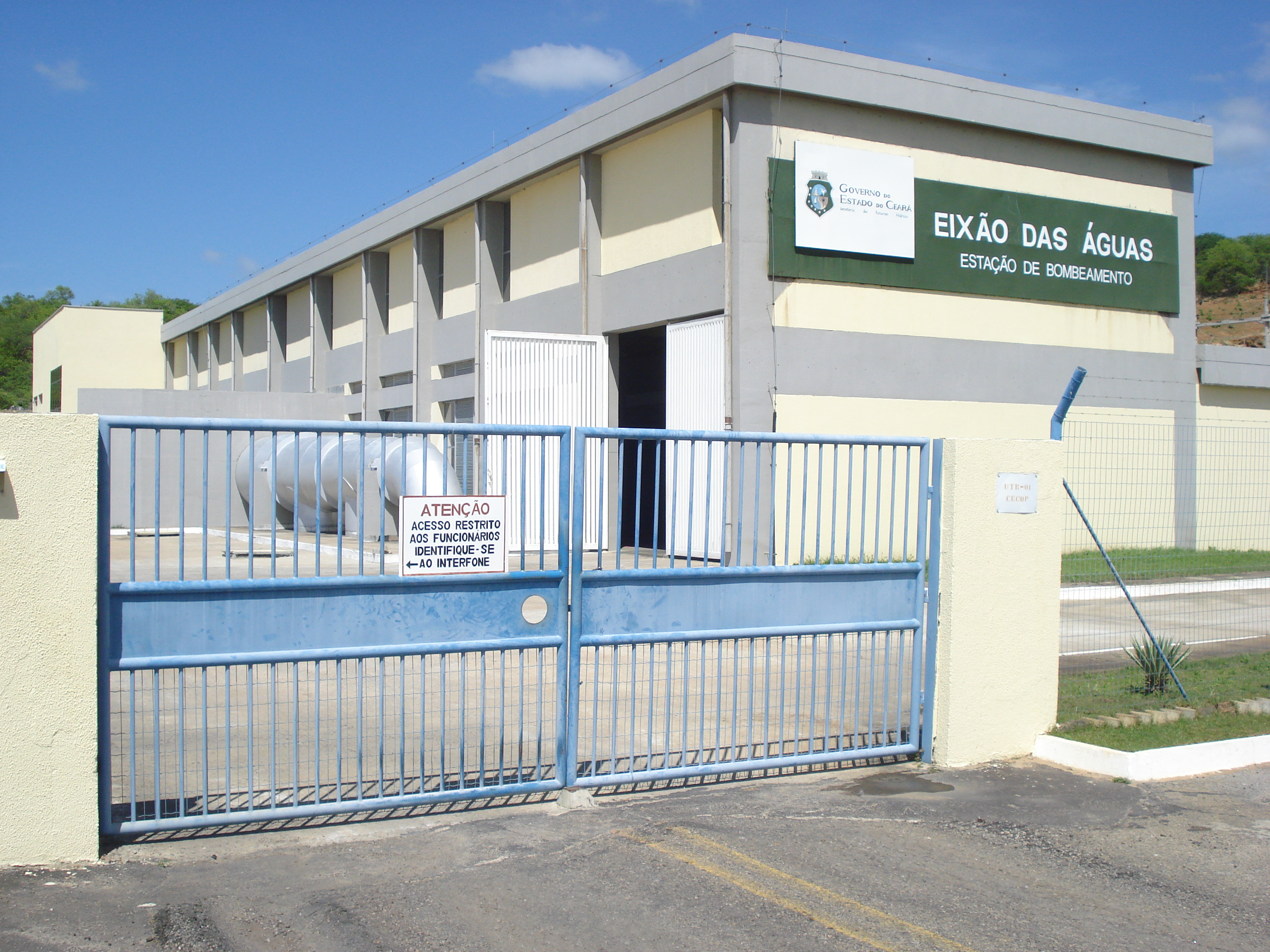
Estação de bombeamento do "Eixão das Águas" no Açude Castanhão

A capacidade de armazenamento do Castanhão é de 6.700.000.000 m³, o que o coloca como o maior açude para múltiplos usos da América Latina. Sozinho, ele tem 37% de toda a capacidade de armazenamento dos 8.000 reservatórios cearenses.Antes do Castanhão a maior barragem cearense era o Orós, no município de mesmo nome, que também é uma represa no Rio Jaguaribe, mas que comporta pouco mais da metade da capacidade do Castanhão.
Dadas as suas grandes dimensões, o leito do açude compreende os limites geográficos de pelo menos quatro municípios cearenses: Jaguaribara, Alto Santo, Jaguaretama e Jaguaribe.
Representa importante mecanismo de controle das secas e das cheias sazonais que atingem o vale do Jaguaribe, assim como, cresce em importância para o restante do Ceará, enquanto reserva hídrica estratégica para o Estado.
Suas águas são usadas na agricultura irrigada, piscicultura, pesca (esportiva e de subsistência) e lazer náutico. Com a conclusão do Canal da Integração, este açude terá suas águas levadas para abastecimento da população da Grande Fortaleza e para o Complexo Portuário do Pecém. Não há uso atual como fonte hidroelétrica desta barragem.

## Estação Ecológica do Castanhão
A estação ecológica foi criada em 27 de setembro de 2001, como medida compensatória dos impactos ambientais gerados pelo enchimento do açude. Sua área é de 12.579 ha.

## Potencial hidrelétrico
Está em execução o projeto básico para implantação de geração de energia elétrica através de uma Pequena Central Hidrelétrica (PCH) com capacidade para gerar até 5MW, no Açude Castanhão. Esta obra pretende promover o aproveitamento de todos os potenciais energéticos do estado, usando os recursos locais disponíveis e buscando diversificação da matriz energética cearense.
Trata-se do aproveitamento da descarga de vazão d'água do reservatório Castanhão, indispensável ao abastecimento do eixo de transposição para a Região Metropolitana de Fortaleza e o Complexo Industrial e Portuário do Pecém (CIPP). A energia gerada será utilizada pela Companhia de Gestão dos Recursos Hídricos – COGERH, vinculada à Secretaria de Recursos Hídrico do Ceará – SRH, visando otimizar os custos de operação do sistema de transposição desse volume de água.

## Transposição do rio São Francisco
Em 26 de junho de 2020, foi inaugurado um trecho do Eixo Norte, que leva água do rio São Francisco ao estado do Ceará, com a passagem das águas do Reservatório Milagres (em Verdejante, Pernambuco) para o Reservatório Jati (CE).
De Jati, percorre o Cinturão das Águas, num trecho de 53 km, até o riacho Seco, em Missão Velha, fluindo pelo rio Salgado e rio Jaguaribe, até alcançar o açude Castanhão, passando no caminho pelos municípios de Icó, Aurora, Lavras da Mangabeira, Jaguaribe e Jaguaribara.
As comportas liberando as águas do Reservatório de Jati para o Cinturão das Águas foram abertas em 20 de agosto de 2020.
Em 1º de março de 2021, foram abertas as comportas do Km 53 do Cinturão das Águas em Missão Velha.

Em 10 de março de 2021, as águas do rio São Francisco chegaram ao açude Castanhão.